# Maison des Échevins (Billom)
Pour les articles homonymes, voir Maison des Échevins.
La maison dite de l'échevin est située rue Pertuybout à Billom, dans le département du Puy-de-Dôme.

## Histoire
Il n'y avait pas d'échevins à Billom mais des consuls élus pour un an à la St Michel. La communauté de Billom avait sa charte avec le seigneur évêque de Clermont qui avait le fief.
Cette maison des XVe, XVIe, XVIIe siècle a appartenu peut-être à un des consuls de la cité.
Elle a été construite dans sa première tranche vers 1470 et remaniée et agrandie plusieurs fois depuis.
Elle est classée monument historique depuis 1919.